# Mil

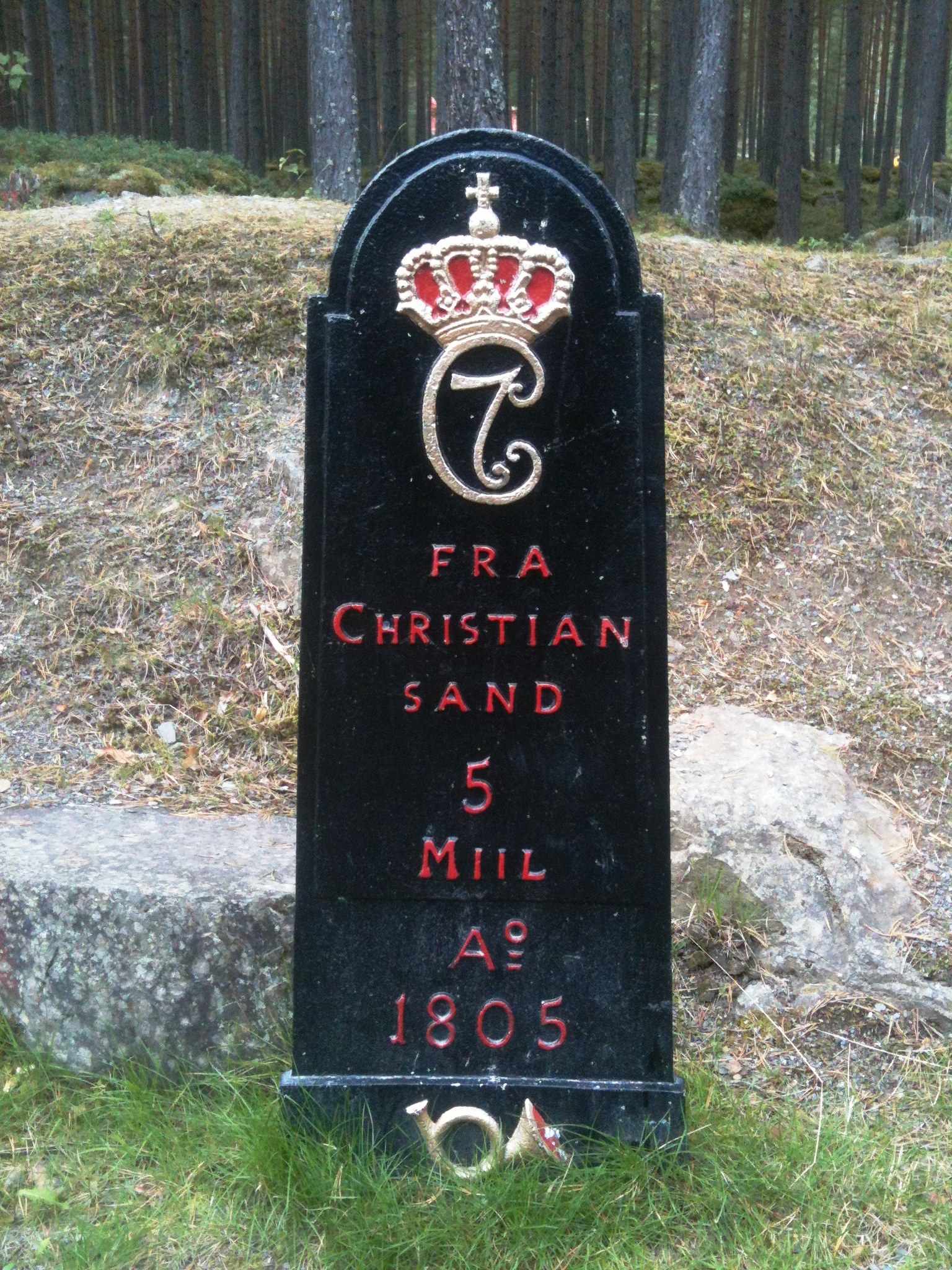
Norsk milsten

Mil är ett gammalt regionalt varierande längdmått för en längre sträcka, som i Finland (finska: peninkulma), Norge och Sverige idag omfattar 10 kilometer, likvärdigt metriska längdenheten myriameter (10 000 meter). Milens längd har emellertid varierat och varierar beroende på plats och tidpunkt. Den moderna finsk-norsk-svenska milen om 10 000 meter särskiljs internationellt som skandinavisk mil och ingår inte i internationella måttenhetssystemet.
Ordet mil kommer från den ursprungliga romerska milen, latin: mille passus, som motsvarade tusen romerska dubbelsteg eller omkring 1 483 meter. Namnet spred sig och omdefinierades regionalt efter inhemska mått. Internationellt används ännu inom sjö- och luftfart begreppet nautisk mil (distansminut), ibland kallad sjömil, samt i USA och i Storbritannien den engelska milen.
Före 1889 definierades en svensk mil som 18 000 alnar, vilket motsvarade 10 689 meter medan en norsk mil motsvarade 11 298 meter. I Finland användes den svenska milen från 1600-talets mitt till omkring 1887, då man införde metersystemet. Den svenska definitionen hade man fastställt 1649 – längre tillbaks fanns det i landet landskapsmil, vilket alltså innebar att olika landskap hade olika definitioner på hur lång en mil var.

## Användning

### Metrisk mil
År 1887 införde Finland metersystemet och i samband med detta kom måttenheten peninkulma, som sedan 1655 hade motsvarat en svensk enhetsmil (10 689 m), att omdefinieras som exakt 10 kilometer (en "myriameter"). År 1889, när metersystemet infördes i den Svensk-norska unionen, antog man också definitionen att 1 mil är 10 kilometer, vilket sedan dess gäller i Norge och Sverige. I Finland är milen (peninkulma) mindre vanligt förekommande än i Sverige och Norge.
I det idag dominerande enhetssystemet, Internationella måttenhetssystemet (SI), ingår inte mil (meter ingår som en grundenhet och kilometer (km) som en multipelenhet, genom att prefixet k betecknar tusen).
Måttet används främst i dagligt tal. I officiella sammanhang används istället kilometer; vägmärken är ett viktigt exempel och anledningen är bland annat att man vill undvika att förvirra internationella trafikanter. Därför finns det inga vägmärken i Sverige som sätter ut avstånd i annat än kilometer. Motorfordons bränsleförbrukning brukar dock i Sverige och Norge anges i liter per mil även i officiella sammanhang; internationellt används istället ofta enheten liter per 100 kilometer. Uttrycken milersättning och milkostnad är vedertagna i Sverige, även i lagstiftning.
Den svenska enheten mil ingår inte i förteckningen över författningsenliga måttenheter i EU-direktivet 80/181/EEG. Det innebär att ”mil” inte får användas som enhet i ekonomiska, hälsovårdande, skyddande eller administrativa sammanhang inom Europeiska unionen.

### Metrisk farsang
I Turkiet och Iran har man en inhemsk motsvarighet till metriska milen kallad farsang (persiska: فرسنگ), definierad som 10 kilometer. Måttenheten härrör från en fornpersisk längdenhet kallad parasang, vilken var omkring 5,5 km. Namnet skiftade så småningom till farsakh eller farsang och det iranska måttet blev sedermera 6 000 guz (6,24 km). Längden växlar dock i olika landsdelar mellan 5 och 6,72 km.
Iran definierade den metriska farsangen som 10 kilometer 31 maj 1926, Turkiet vid okänt tillfälle. De äldre iranska måtten överlever regionalt som farsakh-song. I Turkiet finns en "lätt farsang" definierad som 5 km, ungefär likvärdig den svenska skogsmilen.

### Geografisk mil
Innan nautisk mil blev internationell standard användes inhemska sjömil av olika mått. Den svenska sjömilen anges av Nordisk familjebok 1890 och 1913 samt årsboken Svenska kalendern från 1931 (med flera) som lika med en geografisk mil, vilket utgörs av en femtondels ekvatorsgrad (1/15 längdgrad) av ekvatorns 360 dito, alltså 7 420,44 meter, vilket ungefär motsvarar fyra medel-meridianminuter: 1 852 m var.
Medel-meridianminuten har utgjort basis för sjömilen i flera länder och kalls idag nautisk mil.

### Nautisk mil
Nautisk mil, även kallad engelsk sjömil eller distansminut, är en längdenhet som används internationellt inom sjöfart och luftfart. En nautisk mil definieras som exakt 1 852 meter.
Den nautiska milen är inte en SI-enhet, men den är godkänd för användning inom SI.

### Engelsk mil
Engelsk mil (engelska: statute mile, vardagligt mile) är en längdenhet hörande det brittiska måttsystemet, vilken definieras som exakt 1 609,344 meter, 1 760 yard eller 5 280 fot.
Den engelska milen används huvudsakligen i USA medan Storbritannien delvis har övergått till metriska enheter. På vägskyltar används dock engelska mil fortfarande.

### Engelsklinear mil
I bland annat Nordamerika används en måttenhet hörande det brittiska måttsystemet med ett liknande namn, men helt annan längd – mil (även kallad thou) – inte mile (engelsk mil) – som är en tusendels engelsk tum eller 0,0254 mm (0,001 tum eller 25,4 µm). Ordet mil här kommer av latin: millesimus ("tusendels") medan thou kommer av engelska: thousandth ("tusendel"). Mot svenska "mil" bör det särskiljas som engelsk linear mil eller dylikt.
Måttet mil förekommer som:
- linear mil (längdmått) = 0,0254 mm
- square mil (kvadratiskt areamått) = 0,00064516 mm²
- circular mil (cirkulärt areamått) = 0,0005067 mm²
- angular mil (vinkelmått) ≈ 1 milliradian ≈ 0,175 grader

## Historia

### Romersk mil
Längdenheten mil vid namn härstammar från det romerska riket. Den "romerska milen" (latin: mille passus "tusen dubbelsteg", plural: milia passus, "tusentals dubbelsteg") bygger på längdmåttet "romerskt dubbelsteg" (latin: passus), som motsvarar 1,483 meter, och utgjordes av tusen dito (latin: mille, "tusen"), varifrån namnet "mil" härstammar. En romersk mil var således 1 483 meter.
Den romerska milen spreds med romerska rikets kulturella och administrativa erövring och tolkades snabbt om i områden med egna inhemska längdmått. Mil kom sålunda att bli namn för jättemånga olika längdenheter, även efter roms fall.

### Skandinavisk mil

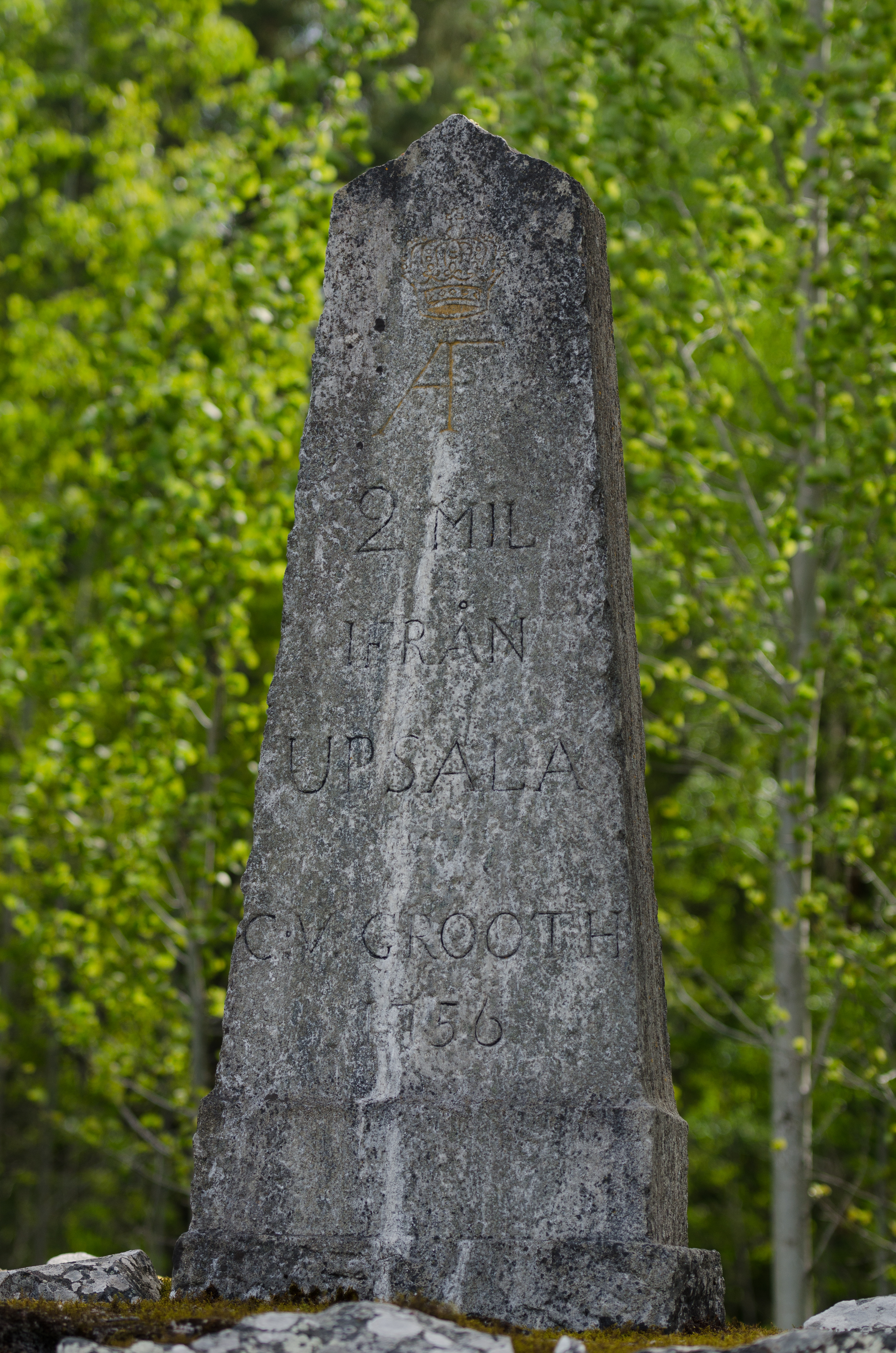
Milsten i Uppsala.

#### Svenska landskapsmil
Före 1649 hade varje landskap i Sverige en egen definition av mil. Här följer några längder för olika landskapsmil i dåvarande Sverige:
- Finsk mil – omkring 6 000 meter
- Smålandsmil – omkring 7 000 meter
- Upplandsmilen – 18 000 alnar = 10 688 meter
- Ångermanlandsmil – 6 666 famnar = 11 875 meter
- Västgötamil – omkring 13 000 meter
- Dalamil – omkring 14 485 meter

#### Svensk enhetsmil
År 1649 infördes enhetsmilen, även kallad landvägsmil eller lantmil, definierad som 18 000 alnar (även måttet på den tidigare Upplandsmilen), motsvarande 10 688,54 meter. Den delades även in i 4 fjärdingsvägar om vardera 4 500 alnar eller 2 672 meter. En mil skulle representera avståndet mellan gästgivaregårdarna. 
Genom 1665 års regelverk infördes följande definition:
1 svensk mil = 3 600 stänger = 6 000 famnar = 18 000 alnar = 36 000 fot = 10 688,4 meter.
Ännu i slutet av 1700-talet kunde det dock vara oklart vad som avsågs med en mil. Abraham Hülphers skriver i sin lappmarksbeskrivning: ”Miltalen inom lappmarkerna bliva ofta olika anförda, genom förvirring av gamla och nya milar, av vilka de förra enbart äro ½ milar.” Det han kallar "gamla milar" syftar på den äldre enheten fjällmil.

#### Metrisk nymil
Före 1889 definierades en svensk mil alltså som 18 000 alnar, motsvarande ca 10 689 m, medan en norsk mil motsvarade 11 298 m. Från år 1889 då metersystemet slutgiltigt infördes blev 1 mil (nymil) = 1 myriameter = 10 kilometer = 10 000 meter. Metriska mil var ett mått som antogs av den dåvarande unionen bestående av Sverige och Norge. De flesta andra länder i världen nöjde sig med att använda kilometer.
I Finland hade man ett liknande längdmått, peninkulma, som före 1600-talets mitt motsvarade ca 6 000 meter (se ”finsk mil” ovan). Därefter infördes den svenska enhetsmilen, och i det då svenska Finland definierades en peninkulma till samma längd. När man som ryskt storfurstendöme gick över till metersystemet år 1887, överlevde peninkulman, och kom att omfatta exakt 10 km, precis som i Sverige-Norge. Användandet i Finland är emellertid inte så vanligt. Redan under den ryska perioden, innan metersystemet togs i bruk, var det ryska ”verst” (på finska: virsta), 1 067 m, mycket vanligare.
Det finska namnet peninkulma innehåller ordledet peni, som är ett ålderdomligt ord för hund. Det har spekulerats i att ordet komma från peninkuulema, vilket syftar på ”det avstånd på vilket ett hundskall kan höras”.

## Tabell över längdmått
| Längdmått             | Metrisk sträcka | Ursprunglig omfattning                                           | Bruk                            | Period       |
| --------------------- | --------------- | ---------------------------------------------------------------- | ------------------------------- | ------------ |
| dalamil               | 14 485,000 m    | –                                                                | Dalarna                         | –1649        |
| engelsk mil           | 1 609,344 m     | 1 760 yard eller 5 280 fot                                       | Storbritannien, USA             | 1593–        |
| engelsk sjömil        | 1 852,000 m     | 1 nautisk mil                                                    | Storbritannien                  | –            |
| farsakh-song          | 6 240,000 m     | 6 000 guz                                                        | Iran                            | –            |
| finsk mil             | ≈ 6 000,000 m   | –                                                                | Finland                         | –1649        |
| fjällmil              | ≈ 20 000,000 m  | nästan 2 svenska landsvägsmil                                    | Sverige                         | –            |
| geografisk mil        | 7 420,440 m     | 1/15 längdgrad (1/15 av 1/360 av ekvatorns omkrets)              | Sverige                         | –            |
| krymplingmil          | < 5 000,000 m   | något mindre än 1 rast                                           | Sverige                         | –            |
| kyndelmil             | ≈ 16 000,000 m  | den vägsträcka ett bloss brinner                                 | Sverige                         | –            |
| landvägsmil           | 10 688,400 m    | 1 svensk enhetsmil, 18 000 alnar                                 | Finland, Sverige                | –            |
| lantmil               | 10 688,400 m    | 1 svensk enhetsmil, 18 000 alnar                                 | Finland, Sverige                | –            |
| lätt farsang          | 5 000,000 m     | 5 km                                                             | Turkiet                         | –            |
| medeltida rast        | ≈ 8 300,000 m   | –                                                                | Danmark, Norge, Island, Sverige | medeltiden   |
| metrisk farsang       | 10 000,000 m    | 10 km                                                            | Iran, Turkiet                   | 1926–        |
| metrisk nymil         | 10 000,000 m    | 1 myriameter, 10 km, 10 000 m                                    | Finland, Norge Sverige          | 1887–, 1889– |
| nautisk mil           | 1 852,000 m     | 10 000 km / (90 × 60)                                            | Internationellt                 | –            |
| norsk mil             | 11 298,000 m    | –                                                                | Norge                           | –1889        |
| norsk sjömil          | 7 420,440 m     | 1 geografisk mil                                                 | Norge                           | –            |
| näverskomil           | ≈ 16 000,000 m  | den vägsträcka ett par näverskor höll                            | Sverige                         | –            |
| rast                  | > 5 000,000 m   | –                                                                | Sverige                         | –            |
| romersk mil           | 1 483,000 m     | 1 000 romerska dubbelsteg                                        | Romerska riket                  | –            |
| rysk mil              | 7 467,600 m     | 7 verst                                                          | Ryska                           | –            |
| skogsmil              | > 5 000,000 m   | 1 rast                                                           | Sverige                         | –            |
| smålandsmil           | ≈ 7 000,000 m   | –                                                                | Småland                         | –1649        |
| styltingsmil          | < 5 000,000 m   | något mindre än 1 rast                                           | Sverige                         | –            |
| svensk enhetsmil      | 10 688,400 m    | 3 600 stänger, 6 000 famnar, 18 000 alnar, 36 000 fot; 10 virsta | Finland, Sverige                | 1649–1889    |
| svensk sjömil         | 7 420,440 m     | 1 geografisk mil                                                 | Finland, Sverige                | –            |
| upplandsmil           | 10 688,400 m    | 18 000 alnar                                                     | Uppland                         | –1649        |
| veckosjö (yngre)      | ≈ 11 000,000 m  | –                                                                | Danmark, Norge, Island, Sverige | renässansen  |
| veckosjö (äldre)      | ≈ 8 300,000 m   | ≈ 1 medeltida rast                                               | Danmark, Norge, Island, Sverige | medeltiden   |
| viku (finsk veckosjö) | ≈ 6 000,000 m   | ungefär 1 finsk mil                                              | Finland                         | renässansen  |
| västgötamil           | 13 000,000 m    | –                                                                | Västergötland                   | –1649        |
| ångermanlandsmil      | 11 875,000 m    | 6 666 famnar                                                     | Ångermanland                    | –1649        |